# Vacunación contra la COVID-19 en Huancavelica

## Fases y desarrollo de la campaña de vacunación

### Primera etapa

#### Personal sanitario
El 9 de febrero arribó el primer lote de mil 793 vacunas contra la COVID-19 al departamento de Huancavelica. La campaña de vacunación comenzó dos días después, el 11 de febrero, en el Hospital Departamental de Huancavelica, siendo la primera persona en ser vacunada en el departamento, una técnica en enfermería del nosocomio, Carmen Mallqui Saravia.

## Opinión pública
| ¿Aceptaría vacunarse contra el COVID-19? | ¿Aceptaría vacunarse contra el COVID-19? | ¿Aceptaría vacunarse contra el COVID-19? | ¿Aceptaría vacunarse contra el COVID-19? | ¿Aceptaría vacunarse contra el COVID-19? | ¿Aceptaría vacunarse contra el COVID-19? |
| OpciónMes                                | No acepta                                | Sí acepta                                | No sabe                                  | No responde                              | Ref.                                     |
| ---------------------------------------- | ---------------------------------------- | ---------------------------------------- | ---------------------------------------- | ---------------------------------------- | ---------------------------------------- |
| Sep. 2021                                | 38.5% (33.5-43.8%)                       | 50.9% (45.3-56.4%)                       | 10.5% (8.1-13.5%)                        | 0.1% (0-0.5%)                            | [ 3 ]                                    |

### Vistazo general
| Población total (Est. INEI-2021) | Población objetivo (Hasta 31 Dic. 2021) | Dosis totales provistas (Hasta 31 Dic. 2021) |
| -------------------------------- | --------------------------------------- | -------------------------------------------- |
| 364 450                          | 354 923 (97,39 %)                       | 775 087                                      |